# Maria Aurora von Spiegel
Maria Aurora von Spiegel, rozená Fatima (1681–1733), byla osmanská milenka polského krále Augusta II. Silného. Fatima byla jedna z mnoha osmanských zajatců během bitvy v Budě. Byla koupena pro evropské královské dvory, včetně Švédska, Polska a Saska, kde žila jako dvorní dáma.

## Život

### Mládí
Během císařského sporu o Budu, který začala Osmanská říše v roce 1686, odvedli evropští šlechtici množství lidí do otroctví. Švédský baron Alexander Erskin, tehdy v rakouských službách, si vzal čtyři ženy – Raziye (Roosia), Asiye (Eisia), Emine a Fatimu. Ta tvrdila, že je ženou mullaha (muslimského duchovního).
Baron Erskin se vrátil do Švédska společně s Filipem Kryštofem von Königsmarckem a daroval Fatimu jeho sestře, hraběnce Marii Auroře von Königsmarckové. Zbylé osmanské ženy byly pokřtěny v listopadu 1686 za přítomnosti královského dvora. Korunní princ Karel a Aurora von Königsmarcková se stali kmotry Fatimy a byla pokřtěna na Marii Auroru podle hraběnky. Byla učena vznešenému chování, francouzštině a stala se společnicí hraběnky Königsmarckové.

### Dvorní dáma
V roce 1691 následovala svou paní do Saska a Polska, kde se hraběnka Königsmarcková stala hlavní milenkou krále Augusta. Maria Aurora svou paní často doprovázela a poutala tak na sebe královu pozornost. V roce 1701 ji vystřídala. August Marii provdal v roce 1706 za Johanna Georga Spiegela, který zemřel v roce 1715.
Na rozdíl od jiných králových milenek, Marii Auroře August veřejně vyznával lásku a za své uznal i jejich společné děti: syna Fridricha Augusta, později hraběte Rutowského, a dceru Marii Annu Kateřinu.

### Pozdější život
Zůstala důležitou osobou královského dvora i po tom, co skončil její vztah s Augustem. Když roku 1733 zemřel, byla jí, dle poslední vůle, vyplacena částka 8 000 tolarů. Není známo, kdy Maria Aurora zemřela, nicméně poslední zmínky o ní pochází z roku 1733.